# بخش للکلو
بخش للکلو، یکی از بخش‌های شهرستان میاندوآب در استان آذربایجان غربی ایران است. مرکز این بخش، روستای للکلو است.

## تقسیمات کشوری
- بخش للکلو
  - دهستان مرحمت‌آباد جنوبی
  - دهستان چلیک

## جمعیت
بر پایه سرشماری عمومی نفوس و مسکن در سال ۱۳۹۵، جمعیت بخش للکلو برابر با ۱۲٬۴۱۰ نفر بوده است.